# Чайка Вікторія Володимирівна
Вікторія Володимирівна Чайка (нар. 26 грудня 1980, м. Марганець, Дніпропетровська область) — білоруська спортсменка-стрілець, чемпіонка Європи, призер чемпіонатів світу і Європейських ігор.

## Біографія
Народилася 26 грудня 1980 року у місті Марганці на Дніпропетровщині.
У 1998 році завоювала золоту та дві срібні медалі чемпіонату світу серед юніорів.
У 2000 році взяла участь в Олімпійських іграх в Сіднеї, де стала 11-ю в стрільбі з пневматичного пістолета з 10 м.
У 2002 році стала срібною призеркою чемпіонату світу.
У 2004 році взяла участь в Олімпійських іграх в Афінах, але зайняла лише 16-те місце у стрільбі з пневматичного пістолета з 10 м, і 32-ге — у стрільбі з пістолета з 25 м.
У 2006 році завоювала срібну і бронзову медалі чемпіонату світу.
У 2008 році стала чемпіонкою Європи, а на Олімпійських іграх в Пекіні посіла 4-те місце у стрільбі з пневматичного пістолета з 10 м, і 13-те місце у стрільбі з пістолета з 25 м.
У 2010 році стала бронзовою призеркою чемпіонату світу.
У 2012 році взяла участь в Олімпійських іграх в Лондоні, де посіла 5-те місце у стрільбі з пневматичного пістолета з 10 м, і 25-те місце у стрільбі з пістолета з 25 м. У 2015 році завоювала бронзову медаль Європейських ігор.